# Sinocentrismo

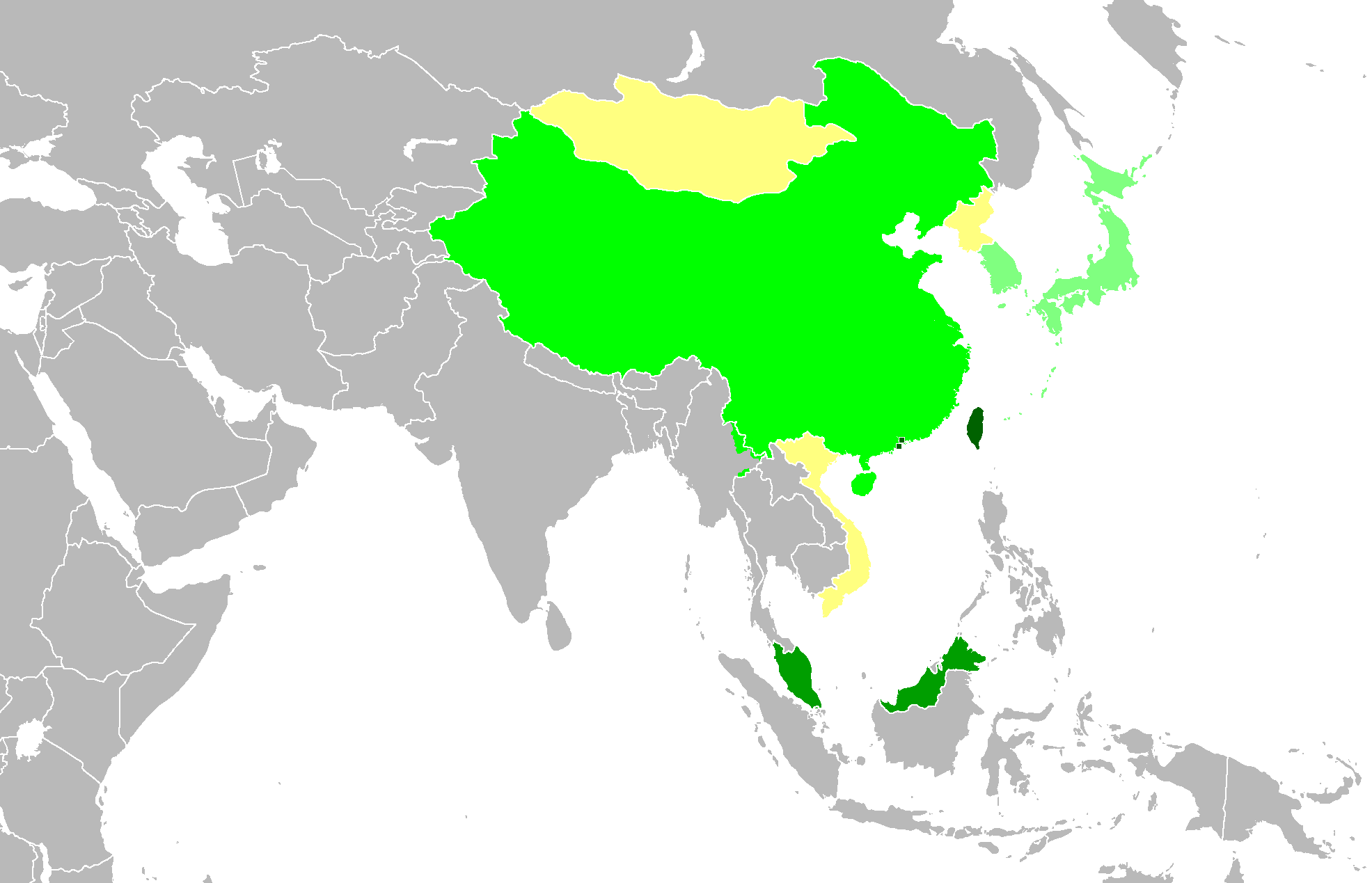
"Mundo sinocéntrico": Área de uso de caracteres chinos durante su máxima extensión -coincidente a grandes rasgos con las fronteras del Imperio Chino en la dinastía Qing-. En verde las que solo usan caracteres chinos. Verde oscuro, las que incorporan en sus propios sistemas de escritura (Japón y Corea) y otros lugares que los usan para escribir chino, pero no su lengua local (Xinjiang y Tíbet); en verde claro la máxima extensión del uso histórico, aunque los kitán, jurchen, y otros pueblos del norte que no aparecen aquí, también usaron caracteres chinos.

Sinocentrismo (término construido de forma similar a eurocentrismo), o chinocentrismo, es la perspectiva etnocéntrica que considera a China como el centro, y pone en relación con ese centro cualquier otra zona, que será considerada periferia. Antes de la Edad Contemporánea era la forma en que China se veía a sí misma: como la única civilización en el mundo; siendo las naciones extranjeras u otros grupos étnicos considerados como bárbaros. En la época contemporánea, tras verse sometida China al imperialismo europeo y japonés, esta consideración se reduce a la búsqueda de la supremacía china frente a otras naciones.

## Sistema sinocéntrico

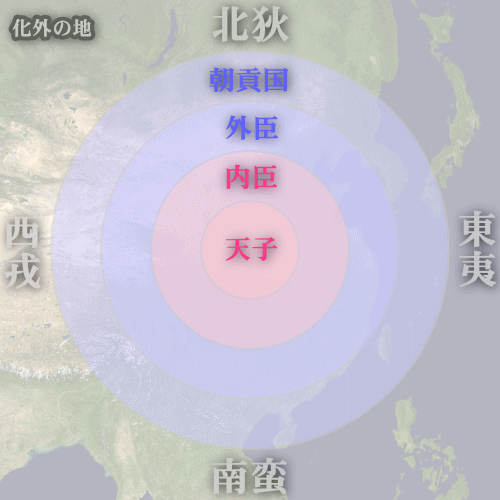
Los bárbaros según el mundo sinocéntrico. Dongyi (東夷) al este, Xirong (西戎) al oeste, Nanman (南蠻) al sur, Beidi (北狄) al norte. La zona exterior, fuera de la influencia china, se denominaba Huawaizhidi (化外之地).

El sistema sinocéntrico era un sistema jerárquico de las relaciones internacionales que prevaleció en el Extremo Oriente antes de la adopción del sistema westfaliano construido en Europa desde el siglo XVII y aplicado a todo el mundo con la expansión europea, especialmente a partir del siglo XIX.
Los países cercanos a China (Japón, Corea, Vietnam) eran vistos como estados vasallos, y las relaciones de China con ellos como relaciones tributarias, en las que éstos ofrecían tributos (朝貢) al emperador de China. Las áreas exteriores, en las que China no ejercía influencia, se denominaban Huawaizhidi (化外之地), que puede traducirse por tierras sin civilizar.
Al centro del sistema estaba China, gobernada por la dinastía que cumplía el Mandato del Cielo (véase Interpretaciones de la Historia de China). Este Celeste Imperio (神州 Shénzhōu), distinguido por sus códigos de moralidad y propiedad confucianos, se percibía a sí mismo como la única civilización en el mundo; el emperador (huangdi) era visto como el único gobernante legítimo de todo el mundo (de todo bajo el cielo, 天下 tianxia).
Bajo este esquema de relaciones internacionales, sólo China tiene un emperador (Huangdi 皇帝), que es Hijo del Cielo; los otros países sólo son gobernados por reyes (Wang 王). El uso japonés del concepto emperador (tennō 天皇) es una subversión de este principio. De forma significativa, en Corea todavía se nombra al emperador de Japón como rey, conforme al uso tradicional chino.
La identificación de un heartland (núcleo o corazón territorial) y la legitimidad de la sucesión dinástica eran ambos aspectos esenciales del sistema. Originalmente el centro era sinónimo de la llanura central china, área que se expandió mediante conquistas durante muchos siglos. La sucesión dinástica estuvo sujeta a cambios radicales de interpretación, como durante el periodo Song del Sur, en que la dinastía gobernante perdió ese heartland a manos de los bárbaros del norte (imperio mongol).
Fuera del centro había varios círculos concéntricos. Las minorías étnicas locales no se veían como naciones extranjeras. No obstante, eran gobernadas por sus propios líderes denominados Mandatarios Locales (土司 tusi), sujetos al reconocimiento del Emperador, y estaban exentos del control del sistema burocrático chino.
Fuera de este círculo se encontraban los estados tributarios, que ofrecían tributos (朝貢) al Emperador y sobre los que China ejercía una suzeranía (una peculiar forma de entender la hegemonía, cercana a la soberanía). Bajo la dinastía Ming, cuando el sistema tributario alcanzó su punto más alto, estos estados se clasificaban en un determinado número de grupos. La primera categoría eran los bárbaros del sureste, que incluían algunos de los mayores estados del extremo oriente y el sureste asiático como Corea, Japón, el reino Ryūkyū, Annam, Camboya, Vietnam, Siam, Champa y Java. Un segundo grupo de esta categoría incluía a países como Sulu, Malaca y Sri Lanka.
A esta categoría se sumaban las de bárbaros del norte, bárbaros del noreste y dos grandes categorías de bárbaros del oeste (desde Shanxi, el oeste de Lanzhou y el actual Xinjiang).
La situación se complicaba con el hecho de que algunos de estos estados tributarios tenían a su vez estados tributarios propios: Laos era tributario de Vietnam, y el reino de Ryūkyū lo era al tiempo de China y Japón.
Más allá del círculo de estados tributarios estaban países con los que se tenían relaciones comerciales. A los portugueses, por ejemplo, se les permitía comerciar con China desde el territorio cedido de Macao, aunque no estaban incluidos oficialmente en el sistema tributario. Extrañamente, durante la dinastía Qing se usó el término Huawaizhidi (化外之地) de forma explícita para Taiwán.
Mientras el sinocentrismo tiende a identificarse como un sistema de relaciones internacionales inspirado políticamente, de hecho poseía un importante aspecto económico. El sistema de tributo y comercio dotó al noreste y sureste de Asia de un marco político y económico para el comercio internacional. Los países que deseaban comerciar con China eran requeridos para someterse a una relación suzeranio-vasallática con el soberano chino. Tras la investidura (冊封) del gobernante en cuestión, se permitía entrar en China a la misión que iba a pagar el tributo (貢物). A cambio, se presentaban misiones tributarias que entregaban obsequios como respuesta (回賜). Se otorgaban licencias especiales para comerciar a los mercaderes que acompañaban a esas misiones. También se consentía el comercio en las fronteras terrestres y en puertos concretos. Esta zona sinocéntrica de comercio estaba basada en la plata como medio de pago y en un sistema de precios referido a los precios chinos.
El modelo sinocéntrico no fue seriamente desafiado hasta el contacto con las potencias europeas, especialmente a partir de la guerra del Opio. Esto fue debido parcialmente a que había muy poco contacto directo entre el Imperio Chino y los otros imperios de la Edad Moderna. A mediados del siglo XIX la China imperial había dejado atrás la cúspide de su poder y se encontraba al borde del colapso.

## Respuesta de otros países
Dentro de Asia, la centralidad económica y cultural de China era reconocida, y la mayor parte de los países se sometieron al modelo sinocéntrico, aunque sólo fuera para disfrutar de los beneficios de una relación comercial. No obstante, había marcadas diferencias en la respuesta que al modelo daban cada uno de ellos.

### Corea
La península coreana fue muy influenciada, debido a su proximidad geográfica e histórica a China. La relación de varios estados coreanos con China jugaron un papel pivotante en la historia de Corea, y su auge y caída estuvieron estrechamente relacionados con los de China. Después de los Ming, en 1644, cuando el trono imperial chino fue ocupado por los "bárbaros" Qing (manchúes), Corea se comenzó a llamar a sí misma Pequeña China (小中華 sojunghwa), considerándose el último reducto del mundo civilizado. Los mismos nombres coreanos tienen una obvia influencia china.

### Japón
En Japón, pronto se mantuvo un tono ambivalente en sus relaciones con China. Shōtoku Taishi (574-622), Príncipe Regente del Japón, mandó una famosa carta al Emperador de China que comenzaba con estas palabras: "El Emperador de la tierra donde se levanta el sol envía esta carta al Emperador de la tierra donde el sol se pone para interesarse por su salud" (日出處天子致書日沒處天子無恙云云). Esta carta es comúnmente considerada el origen del nombre Nihon (sol naciente o fuente del sol), aunque de hecho no se usaban los caracteres utilizados hoy en día para esta expresión (日本). No obstante, en el periodo siguiente Japón remodeló completamente su estado y aparato administrativo sobre el modelo chino, con las Reformas Taika (645), el comienzo de un periodo de influencia china en muchos aspectos de la cultura japonesa, que se prolongó hasta la abolición de las embajadas imperiales japonesas a China en 894. Se considera que la cultura autóctona de Japón (国風文化 o la cultura al estilo de la nación -  kulturo en la stilo de la nacio) se había desarrollado a través de los siglos para entonces, y tras la abolición de las embajadas, se impuso a la influencia china.
Las invasiones mongolas de Japón (1274, 1281) evocaron la conciencia nacional del papel de los kamikaze (神風) en la derrota del enemigo. Menos de cincuenta años después (1339-43), Kitabatake Chikafusa escribió el Jinnōshōtōki (神皇正統記, Crónica de la Descendencia Directa de los Divinos Soberanos) enfatizando la ascendencia divina del linaje imperial. El texto proporcionó una perspectiva shinto de la historia, que remarcaba la naturaleza divina del Japón y su supremacía espiritual sobre China e India. En la era Tokugawa, el estudio del Kokugaku (国学) surgió como un intento de reconstruir y recobrar las auténticas raíces autóctonas de la cultura japonesa, particularmente el sintoísmo, excluyendo los elementos posteriores que se habían tomado de China.
En 1401, durante el periodo Muromachi (室町時代), el shōgun Yoshimitsu (足利義満) reinició el sistema tributario interrumpido, describiéndose a sí mismo en una carta al emperador chino como "Vuestro súbdito, el Rey de Japón", al tiempo que era súbdito del emperador japonés. Los beneficios de la renovación del tributo fueron los de un comercio provechoso en que se intercambiaban productos japoneses por chinos. Las relaciones continuaron hasta Ashikaga Yoshiteru (1549), con un periodo de suspensión de veinte años debida a Ashikaga Yoshimochi, llegándose a contabilizar 19 embajadas de los shogun a China.
El principal desafío de un gobernante japonés al sistema tributario sinocéntrico, fue la campaña de conquista de territorios de la China Ming durante las invasión japonesa de Corea (1592-1598), posible gracias a la fortaleza de un Japón unificado liderado por Toyotomi Hideyoshi. El intento aspiraba a conquistar todo bajo el cielo (lo que no dejaba de ser un concepto sinocéntrico, que identificaba a China con todo el mundo), y terminó en fracaso.
Como país que tenía mucho que ganar si eclipsaba el poder chino en Extremo Oriente, en épocas más recientes Japón ha sido quizá más ardiente en identificar y demoler lo que peyorativamente se denomina Chūka shisō (中華思想) o ideología Zhonghua. Una manifestación de la resistencia japonesa al sinocentrismo fue la insistencia en usar el nombre Shina (支那 , transcripción japonesa del occidental China) para designar a ese país (que sus habitantes llamaban Chūgoku 中国 o País del Centro) durante los primeros años del siglo XX.
Otro ejemplo es el sostenimiento por parte de escritores japoneses de la teoría, extraída de algunos comentaristas chinos, de que la despoblación general y las incursiones de pueblos del norte durante el periodo de los Tres Reinos (三国) condujeron a un virtual reemplazo de la raza original china por elementos no chinos,[cita requerida] para deslegitimar las tradicionales apelaciones chinas a su antigua historia y la continuidad milenaria de su civilización.
En una irónica afirmación del espíritu del sinocentrismo, se llegó a formular que eran los japoneses, y no los chinos, los legítimos herederos de la herencia cultural china. Así, por ejemplo, en el periodo Edo temprano, el neoconfuciano Yamaga Soko sostenía que Japón era superior a China en términos confucianos, y merecía más acoger el término "Chūgoku". Otros intelectuales le siguieron, destacadamente Aizawa Seishisai en su tratado político Shinron (新論 Nuevas Tesis) de 1825.

### Vietnam
Vietnam mantuvo una íntima pero no siempre pacífica relación con China. Se mantuvo bajo gobierno chino durante mil años, hasta que en el siglo X se conformó como estado independiente. En los siglos siguientes se rechazaron numerosos intentos de invasión china, hasta tal punto que la guerra con China puede considerarse una de las constantes de la historia de Vietnam.
No obstante, Vietnam también fue fuertemente sinizado: usaba la lengua china clásica como lengua culta oficial y adoptó la mayor parte de los aspectos de la cultura china, incluyendo el sistema administrativo, la arquitectura, la filosofía, la religión, la literatura, e incluso otros aspectos culturales más generales. Existe incluso una conexión genética con la población china, en un origen étnico dual compartido con la conexión tailandesa-indonesia.
Vietnam persistentemente se identificaba a sí mismo por su relación con China, viéndose a sí mismo como el reino del sur por contraposición a China (el norte), como en este verso del poema (en lengua china) del general Lý Thường Kiệt (李常傑) (1019-1105): "Sobre montañas y ríos del Sur reina el Emperador del Sur. (南國山河南帝居)". En 1805, el Emperador Gia Long se refería Vietnam como trung quốc, (el "reino del centro", o "del medio").
El propio nombre 'Việt' es cognado con Yue (越), que se refier a los pueblos del sur de China que en su mayor parte fueron conquistados por la China del Norte bajo la Dinastía Qin. Los vietnamitas se consideran pertenecientes al grupo de pueblos Yue. El actual nombre del país, Vietnam, se deriva de Nanyue o Nam Việt (南越), que significa Yue del Sur, que fue el nombre de un reino posterior a los Qin y que se extendía por el sur de China y el norte de Vietnam. Los chinos, que no deseaban reconocer a Vietnam como un sucesor del estado Yue meridional, alteraron ese nombre en la forma Việt Nam (越南) que puede traducirse como Sur de Yue). 
Durante la Dinastía Nguyễn (1802-1945), la influencia de China declinó. Vietnam dejó de usar los caracteres chinos y el Chữ Nôm en la época posterior a la Segunda Guerra Mundial.

### Myanmar
Al contrario de otros estados de Extremo Oriente, que utilizaban el chino en sus comunicaciones escritas con China, Birmania (Birmania) usaba su propia lengua escrita en ellas. Mientras que China insistía en ver a ese estado como un vasallo, los registros birmanos indican que consideraban su relación en un plano de igualdad. En esa interpretación, Myanmar era el "hermano menor" y China el  "hermano mayor".

### Europa
Los contactos con las potencias europeas de la Era de los Descubrimientos (España, Portugal y Holanda) fueron poco significativos a lo largo de los siglos XVI y XVII. La cercanía de las colonias españolas y neerlandesas de Filipinas e Indonesia produjeron una rivalidad que hizo disputarse militarmente las bases permanentes  (hispano-portuguesas entre 1580 y 1640) que se habían conseguido establecer en la periferia china: Macao y Formosa. En la corte imperial china se mantuvo una intensa presencia de intelectuales jesuitas (Francisco Ricci) que pretendieron establecer un diálogo de igual a igual entre ambas civilizaciones, cosa que se demostró imposible por la falta de voluntad de los superiores de ambas partes.
Posteriormente, el encuentro mejor conocido entre el sinocentrismo y Europa fue la Embajada Macartney de 1792-93, que intentó establecer una presencia permanente de Inglaterra ante Pekín y abrir relaciones comerciales. La respuesta del emperador chino y la negativa británica a realizar el kowtow (inclinación ritual, símbolo de sumisión equivalente a la proskinesis) al emperador de China se han convertido en un suceso muy citado. 
El Celeste Imperio, gobernando todo lo que hay en los cuatro mares, se concentra simplemente en llevar a cabo propiamente los asuntos de gobierno... Nunca hemos otorgado valor a artículos ingeniosos, ni tenemos la más mínima necesidad de las manufacturas de vuestro país, así pues, oh Rey, como respuesta a vuestra petición de enviar a alguien para que permanezca en la capital, lo cual no está en armonía con las regulaciones del Celeste Imperio; sentimos mucho que ello no reportará ningún beneficio a vuestro país.
Fue más de medio siglo después cuando las potencias europeas se impusieron a China. Primero fue Inglaterra, con las Guerras del Opio, luego las demás potencias europeas (Francia, Alemania, Rusia), así como extraeuropeas (Estados Unidos y Japón) impusieron al gobierno chino la firma de tratados desiguales, que incluían cláusulas de extraterritorialidad que impedían la aplicación de las leyes chinas a los extranjeros.

## Sinocentrismo cultural
En términos culturales, el sinocentrismo significa la tendencia a ver la cultura china como más antigua y superior que cualquier otra. Tal cosa suele incluir el ver a los países vecinos como meros apéndices culturales de China. Dado que China posee una historia escrita más extensa que ellos, y que estos copiaron ampliamente el modelo chino en su propia historia, el punto de vista sinocéntrico está extendido por toda Asia oriental. No obstante, el sinocentrismo va más allá e intenta negar a los países circundantes la singularidad o validez de sus culturas propias. Por ejemplo, se cuenta que la flota dirigida por Xu Fu a finales de la dinastía Qin produjo un asentamiento a gran escala de chinos en las islas de Japón. A pesar de las escasas y circunstanciales pruebas de tal hecho, esta historia suele ser ampliamente citada por los chinos con el fin de argumentar un origen chino de la nación japonesa.
La dimensión geográfica del sinocentrismo tradicional fue marcada por las reacciones chinas a la publicación del mapa del jesuita Matteo Ricci (1552-1610):

Últimamante Matteo Ricci ha utilizado algunas falsas enseñanzas de gente loca, y los estudiosos unánimemente le creyeron... tomemos por ejemplo, la posición de China en el mapa. Él no la pone en el centro, sino ligeramente a Occidente e inclinada hacia el Norte. Esto está totalmente apartado de la verdad, dado que China debe estar en el centro del mundo, cosa que podemos demostrar por el simple hecho de que podemos ver la Estrella del Norte fija en el cenit del cielo a medianoche. ¿Cómo puede ser tratada China como un país pequeño, sin importancia, y desviado hacia el norte como en este mapa?

## Conceptos relacionados
Al contrario que el chovinismo Han, el sinocentrismo no tiene necesariamente un base racial en la etnia Han. Sucesivas oleadas de pueblos del norte, como los Xianbei, Jurchens, Mongoles, o Manchúes, estuvieron bien dispuestos a situarse a sí mismos en el centro del modelo, aunque no siempre con éxito. El imperio Xianbei de las dinastías del Norte y el Sur, por ejemplo, veía a los regímenes chinos han de la china del sur como bárbaros por negarse a someterse a su poder. De forma similar, la dinastía Qing, manchú, veía la llegada de los europeos en el siglo XIX como invasiones de bárbaros.
El sinocentrismo no es sinónimo de nacionalismo chino. Las sucesivas dinastías chinas fueron sinocéntricas en el sentido de ver la civilización china como algo universal en su alcance y aplicación. El nacionalismo chino, por el contrario, es un concepto más moderno, que se enfoca principalmente, como otros nacionalismos de la Edad Contemporánea, en la idea de construir una nación china unificada, cohesionada y poderosa entre las demás naciones del mundo.